# 溝口宣直
溝口 宣直（みぞぐち のぶなお）は、江戸時代前期の大名。越後国新発田藩3代藩主。

## 生涯
慶長10年（1605年）、2代藩主・溝口宣勝の長男として新発田にて誕生した。幼名は久三郎。初名は溝口俊勝。のち宣直と改める。
寛永5年（1628年）、父の死により家督を継ぐ。このとき、弟の宣秋に6,000石、宣俊に5,000石、宣知に4,500石を分与したため、新発田藩の所領は5万石となった。宣直は幕府に対して江戸城の石垣普請などで働いた。寛永10年（1633年）には阿賀野川の決壊により藩を挙げて対応するという非常事態も起こった。その後も徳川家光の上洛随行、島原の乱の際の江戸城守備、加藤明成改易の際の若松城在番、さらに下館城在番、大坂城番や、勅使饗応役などを務めている。なお、現在も残る清水園の基礎となる清水谷御殿を築き上げたのは、この宣直の時代である。しかし、藩内では大洪水や大火事が起こり、江戸でも有名な明暦の大火（振袖火事）が起こって多額の支出を被った。これに対して新発田川の治水工事を行なうことで解決を試み、いくらかは成功を収めたが、やはり財政難に陥った。
寛文12年（1672年）9月7日、長男の重雄に家督を譲って隠居し、延宝4年（1676年）11月22日に江戸において72歳で死去した。江戸（台東区竜泉）の正燈寺の開基。法号は寒光院殿禅林味歇大居士。子は3男4女。

## 系譜[1]
- 父：溝口宣勝
- 母：堀秀政の娘（-寛永18(1641)年）：法名は長寿院殿方屋慶円大姉
- 正室：稲葉一通の娘（-寛永6(1629)年1月10日）：初子出産の日に逝去。法名は陽春院殿松巌妙貞大姉
  - 長女：久（寛永6(1629)年1月10日-）：慈光院、近江仁正寺藩主市橋政信継室

- 継室：森川重俊の娘（-寛永12(1635)年6月14日）：死別。法名は遷光院殿日通大姉
  - 次女：千代（1631-1633） - 早世
  - 長男：溝口重雄（1633-1708）

- 継々室：平松時庸の娘（-寛永17(1640)年6月22日）：当初は側室だった。娘を産んだ日に逝去。法名は安養院殿
  - 三女：六（寛永17(1640)年6月22日-）：分家の交代寄合横田溝口家当主溝口宣就正室

- 継々室：平松時庸の娘（-慶安4(1651)年7月6日）：先室の妹。法名は清光院殿天空永幸大姉

- 生母不明の子女
  - 次男：主殿 - 早世
  - 三男：溝口直倫 - 左兵衛、信濃国飯田藩主堀氏の分家旗本・堀親泰の養子となり、堀助右衛門親行と改名。
  - 四女：辰 - 旗本・板倉重行正室